# Gare de Pessac
La gare de Pessac est une gare ferroviaire française située sur le territoire de la commune de Pessac dans le département de la Gironde en région Nouvelle-Aquitaine.

## Situation ferroviaire
Établie à 37 m d'altitude, la gare de Pessac est située au point kilométrique (PK) 6,995 de la ligne de Bordeaux-Saint-Jean à Irun entre les gares de Bordeaux-Saint-Jean et Alouette-France. Elle est également l'origine du raccordement des Échoppes-Pessac, qui permet de rejoindre la ceinture de Bordeaux, et qui a été rétabli pour le service voyageurs le 11 décembre 2016 après 65 ans de fermeture.

## Histoire

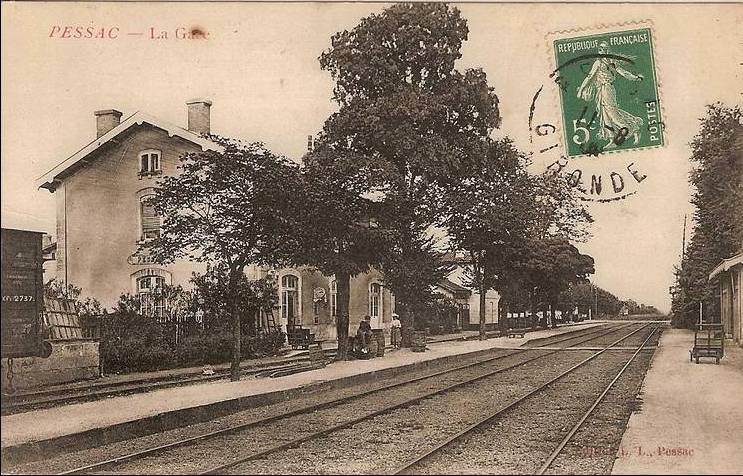
La gare au début du XXe siècle.

En 2015, selon les estimations de la SNCF, la fréquentation annuelle de la gare était de 735 535 voyageurs.
Et en 2016, 689 986 voyageurs.
En 2019, selon les estimations de la SNCF, la fréquentation annuelle de la gare était de 982 512 voyageurs, contre 830 270 en 2018 et 787 789 en 2017.

## Fréquentation
Selon les estimations de la SNCF, la fréquentation annuelle de la gare s'élève aux nombres indiqués dans le tableau ci-dessous :
| Année                      | 2015    | 2016    | 2017    | 2018      | 2019      | 2020    | 2021    | 2022      | 2023      |
| -------------------------- | ------- | ------- | ------- | --------- | --------- | ------- | ------- | --------- | --------- |
| Voyageurs seuls            | 745 359 | 701 988 | 787 789 | 830 270   | 982 512   | 599 821 | 777 246 | 1 039 275 | 1 150 020 |
| Voyageurs et non voyageurs | 931 699 | 877 485 | 984 737 | 1 037 838 | 1 228 140 | 749 776 | 971 557 | 1 299 094 | 1 437 525 |

## Service des voyageurs

### Desserte
La gare est desservie par les trains TER Nouvelle-Aquitaine des lignes 32 Bordeaux-Saint-Jean / Arcachon, 33 vers Macau, 40 Bordeaux St Jean / Mont-de-Marsan, 61 Bordeaux-Saint-Jean / Hendaye et 64 Bordeaux-Saint-Jean / Tarbes.

### Intermodalité
La gare est desservie par la ligne B du tramway de Bordeaux à la station Pessac Centre et par les lignes de bus TBM 4, 23, 24, 35, 36, 42, 44, Flexo 48, Flexo 54 et 87.

## À proximité
- Mairie de Pessac

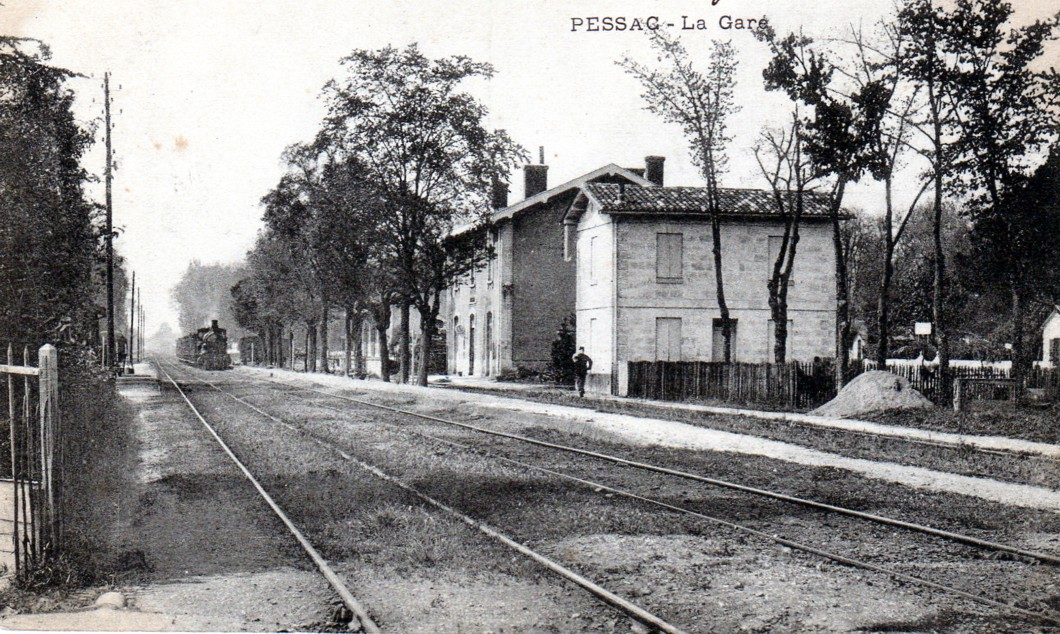
La gare au début du XXe siècle.
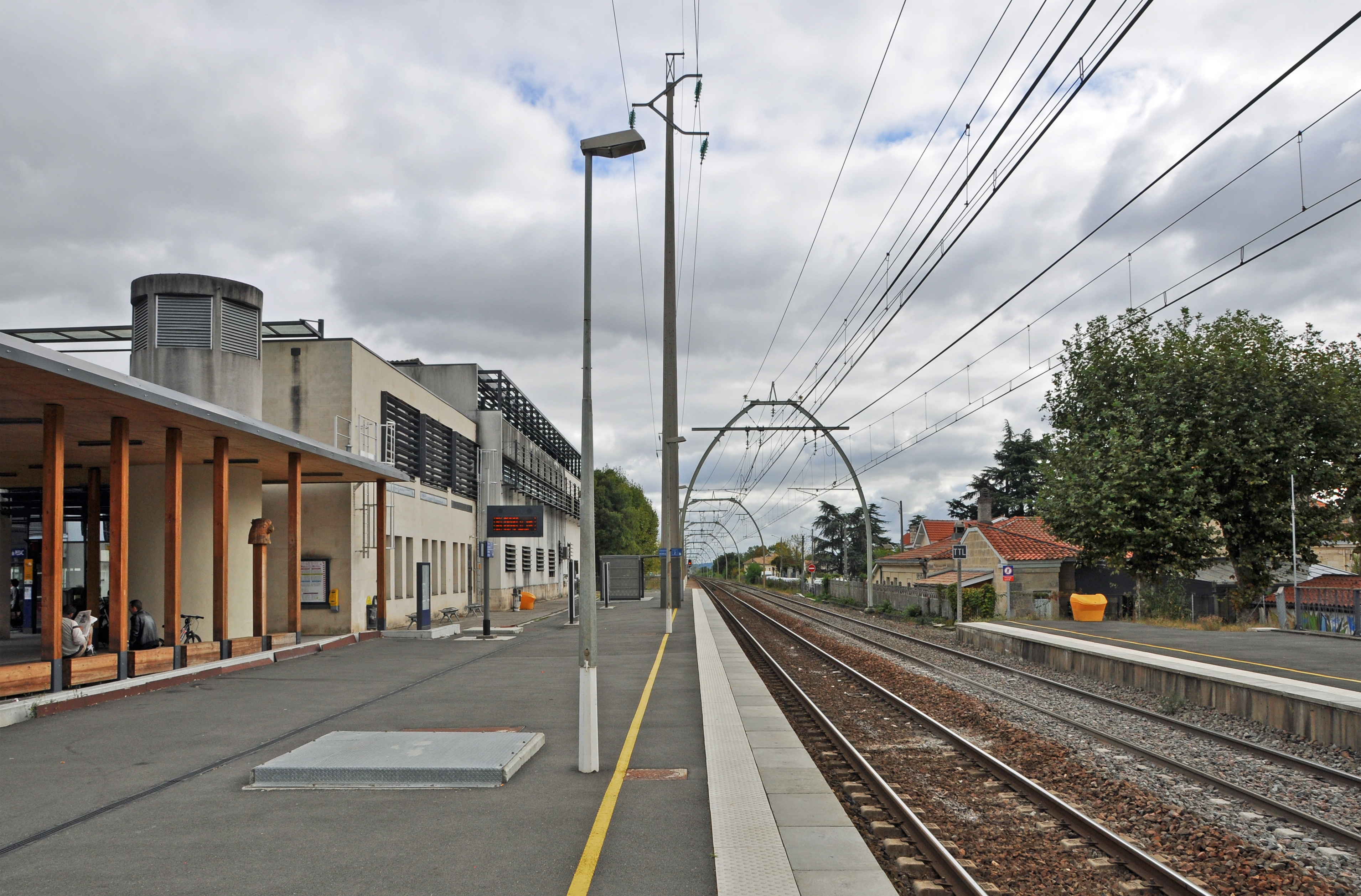
Le quai direction Bordeaux-Saint-Jean avant son extension à l'ajout de la voie vers Macau.
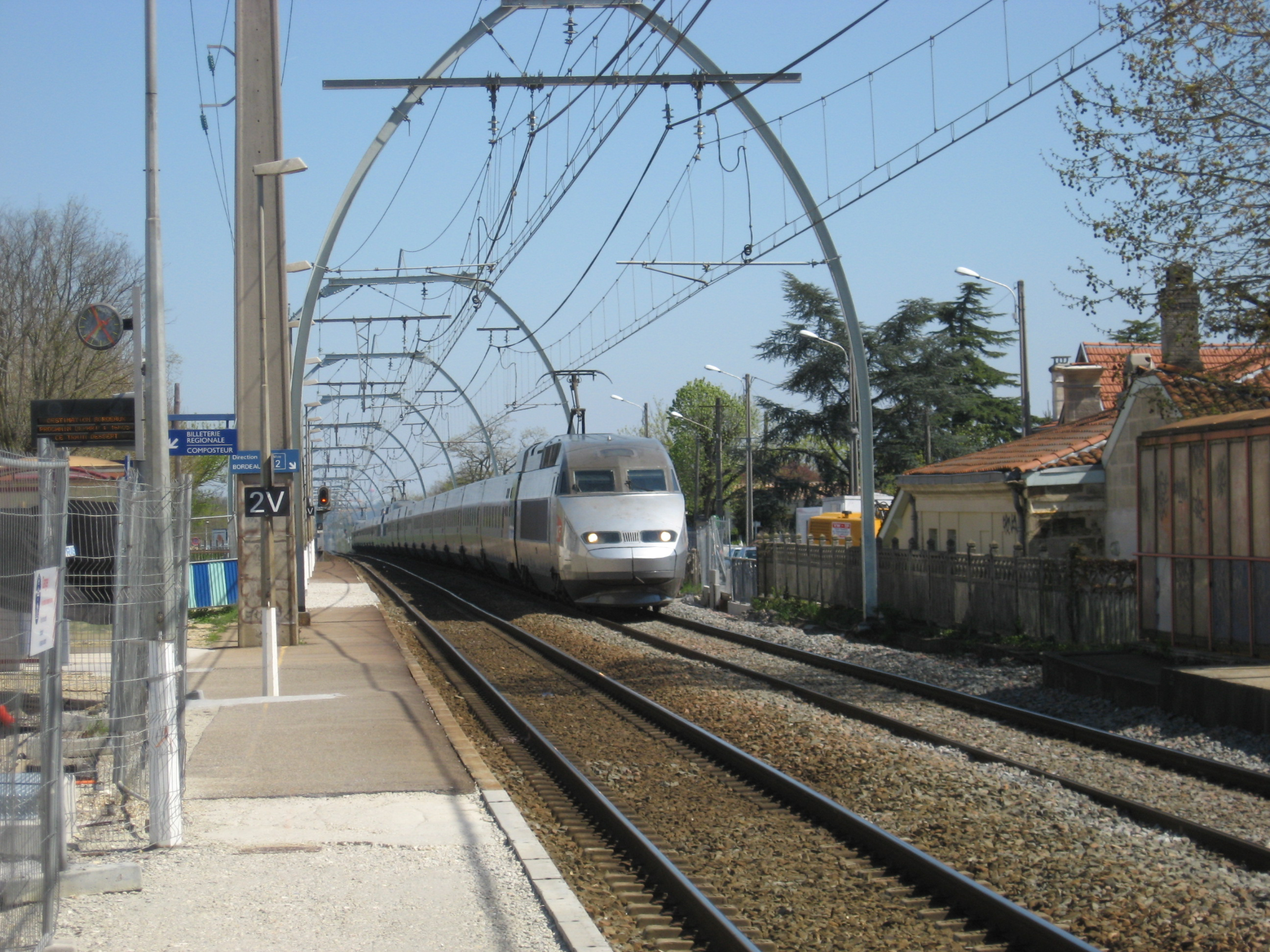
Passage d'un TGV en 2008.